# Saitō Sanki
Saitō Sanki (jap. 西東 三鬼; * 15. Mai 1900 in Minamishinza, Tsuyama; † 1. April 1962), eigentlich Saitō Keichoku (斎藤 敬直), war ein japanischer Haiku-Dichter. Seit 1992 wird in Tsuyama der Saitō-Sanki-Preis vergeben.

## Leben
Saitō Sanki wurde am 15. Mai 1900 in Minamishinza, Tsuyama geboren. 1915 besuchte er dort die Mittelschule Tsuyama (heute die Oberschule Tsuyama). 1919 verlor er seine Mutter an die damals weltweit verbreitete Spanische Grippe und zog daraufhin nach Tōkyō, wo er die Mittelstufe des Aoyama-Institutes besuchte, seine Ausbildung jedoch ohne Abschluss wieder abbrach. 1921 begann er schließlich ein Studium an der japanischen zahnmedizinischen Fachschule (heute zahnmedizinische Universität) und schloss dieses 1925 ab. Im Herbst 1925 heiratete er und begab sich nach Singapur, wo er als Zahnarzt tätig wurde. Doch aufgrund antijapanischer Bewegungen zu der Zeit und einer Typhuserkrankung kehrte er 1928 nach Japan zurück und eröffnete eine Zahnarztpraxis.
1933, während einer Tätigkeit im öffentlichen Krankenhaus von Kanda (Tokio), begann er auf Empfehlung eines Patienten hin, Haiku zu schreiben. Bereits 1934 wurde er Mitglied der Haiku-Zeitschrift Sōmatō (走馬燈) und entwickelte eine Neigung zur sogenannten „Bewegung des neuen Haiku“. Yamaguchi Seishi wurde sein Lehrer. 1935 beteiligte er sich an den Haiku, welche von der Haiku-Gemeinschaft der Universität Kyōto vertreten wurden, und beendete 1938 seine Tätigkeit als Zahnarzt. 1939 gründete er das Magazin Tenkō (天香) und veröffentlichte seine erste Haiku-Sammlung, Hata (旗, dt. „Fahne“).
1940 wurde Sanki in den Kyōdai-Haiku-Vorfall verstrickt, der daraus resultierte, dass der Haiku-Gemeinschaft der Universität Kyōto (Kurzbezeichnung: Kyōdai) die Verbreitung kriegsfeindlicher Ideen unterstellt wurde, und von der japanischen Geheimpolizei inhaftiert. Die Anklage wurde daraufhin unter der Bedingung, dass Sanki seine dichterische Tätigkeit einstelle, wieder fallengelassen. 1942 zog er von Tōkyō nach Kōbe, wo er unter Beobachtung der Geheimpolizei eine Änderung der politischen Situation abwartete. 1945, nach dem Ende des Zweiten Weltkrieges, begann er von neuem, Haiku zu schreiben.
Am 1. September 1947 gründete er gemeinsam mit Ishida Hakyō und Kanda Hideo die Moderne Haiku-Gemeinschaft. 1948 half er Yamaguchi Seishi bei der Gründung der Zeitschrift Tenrō und wurde deren Chefredakteur. In demselben Jahr brachte er seine zweite Haiku-Sammlung Yoru no momo (夜の桃, dt. „Der Pfirsichbaum bei Nacht“) heraus, übernahm die Leitung der Zeitschrift Gekirō (激浪, dt. „Wallende Wogen“) und kehrte nach 30 Jahren erstmals wieder in seine Heimat Tsuyama zurück. Das Verlagshaus der Gekirō verlegte er in das Gebiet Uenochō von Tsuyama. 1948 zog er nach Hirakata, Präfektur Osaka und nahm dort eine Stellung im Kōri-Krankenhaus an. 1951 erschien seine dritte Haiku-Sammlung, Kyō (今日, dt. „Heute“).
Ab 1952 gab er die Haiku-Zeitschrift Dangai (断崖, dt. „Abgrund“) heraus. 1956 wurde er Chefredakteur des Haiku-Magazins des Buchverlages Kadokawa Shoten, doch schon im folgenden Jahr beendete er diese Tätigkeit wieder. Im Oktober 1961 musste er wegen Magenkrebses operiert werden. 1962 gab er seine vierte Haiku-Sammlung, Henshin (変身, dt. „Verwandlung“), heraus. Am 1. April dieses Jahres verstarb Saitō Sanki im Alter von 61 Jahren.

## Haiku-Sammlungen (Auswahl)
- Hata. Sanseidō, Tōkyō 1939.
- Yoru no momo. Shichiyōsha, Tōkyō 1948.
- Kyō. Tenrō Haikukai, Nara 1951.
- Henshin. Kadokawa Shoten, Tōkyō 1962.